# 鶴保謙四郎
鶴保 謙四郎（つるほ けんしろう）は、日本の環境化学者・地方公務員。医学博士（大阪市立大学）。元大阪市立環境科学研究所（現：大阪市立環境科学研究センター）環境分析/環境資源/大気環境課長。元関西環境管理技術センター技術調査役。常翔学園監事。
専門は、環境医学・衛生学・環境化学（特に、環境影響評価・水環境）。

## 略歴
1969年大阪工業大学工学部応用化学科卒業。大阪市立環境科学研究所（現：大阪市立環境科学研究センター）にて環境影響評価などの研究に従事。1981年大阪市立大学（現：大阪公立大学）より医学博士号を取得。1995年同研究所環境分析課長、2001年水環境課長、2003年環境資源課長、2005年大気環境課長を経て、2007年同研究所退職。2008年関西環境管理技術センター技術調査役。2015年常翔学園監事。
主な所属学会は、水環境学会。

## 主な受賞
- 大阪市長医学会賞(1981)
- 水環境賞(2000)
- 瀬戸内海環境保全知事・市長会議議長表彰(2003)[3]。

## 主な研究
- 大阪市河川の水質汚濁の変遷[4]
- 都市河川における水質汚濁の総合評価（環境アセスメント）に関する研究
- 環境基準の社会的位置づけについて